# نادي السد (لبنان)
نادي السد الرياضي لكرة اليد، هو نادي تأسس يوم 12 نيسان 2007 في بيروت، لبنان.

## البطولات والمشاركات
- بطل كأس لبنان في أول سنة تأسس فيها.عام 2007.
- بطل لبنان للدرجة الثانية عام 2007 ليصعد إلى الدرجة الأولى حسب نظام الدوري اللبناني.
- مشاركات عديدة في دورات ودية في الأردن وسوريا.
- مشاركة في بطولة آسيا التي اقيمت في الكويت وحقق نتائج جيدة.
- بطل الدوري والكأس (الدوبليه) لعام 2008. أول مشاركة للفريق في الدرجة الأولى.
- بطل لدورة جاسم بن خالد الثاني اتي اقيمت في لبنان على ملعب نادي السد، بمشاركة نوادي عربية كبيرة، الجيش والنواعير من سوريا، الاهلي والسلط من الأردن، الشارقة من الإمارات، الصداقة والسد من لبنان.
- بطل كأس لبنان 2009 للمرة الثالثة على التوالي بفوزه على نادي الصداقة
- مشاركة في بطولة آسيا للاندية ابطال الدوري التي اقيمت في السعودية (جدة) بمشاركة 16 فريق من مختلف الدول الآسيوية ليحتل نادي السد المركز الخامس في البطولة
- بطولة لبنان 2008-2009—2009 -2010
- كأس لبنان 2008-2009—2009-2010
- وصيف بطولة آسيا في البطولة الآسيوية الثالثة عشر التي اقيمت في الأردن 2009
- وصيف بطولة جاسم الثاني الثانية لكرة اليد بمشاركة بطل أفريقيا وأفضل الفرق العربية والآسيوية.
- مشاركة في بطولة العالم للاندية التي اقيمت في قطر 2010....

## إدارة النادي
رئيس النادي: تميم سليمان. جريدة البلد
نائب الرئيس: سليم الخليل
امين السر: جهاد صقر
السادة أعضاء النادي: د.أحمد سليمان، د.مازن سليمان، علي رمضان، جاد سليمان.

## اللاعبين
- بسام فراشة
- حسين صقر
- وليد شرف
- حسن صقر
- أحمد شاهين
- عمر النحاس
- ماهر همدر
- ذولفقار ضاهر
- جاد بدرا
- حسين شاهين
- محمد همدر
- بلال عقيل
- خضر النحاس
- حسن جهاد صقر